# Phyto atrior
Phyto atrior är en tvåvingeart som först beskrevs av Villeneuve 1941.  Phyto atrior ingår i släktet Phyto och familjen gråsuggeflugor.
Artens utbredningsområde är Marocko. Inga underarter finns listade i Catalogue of Life.